# Яловый Окоп
Яловый Окоп (укр. Яловий Окіп) — село, Берестовский сельский совет, Липоводолинский район, Сумская область, Украина.
Код КОАТУУ — 5923281202. Население по переписи 2001 года составляло 144 человека.

## Географическое положение
Село Яловый Окоп находится на расстоянии в 1 км от села Столярово. По селу протекает пересыхающий ручей с запрудой.

## Экономика
- Свинотоварная ферма.